# Mosteiro (Vieira do Minho)
Pour les articles homonymes, voir Mosteiro.
Mosteiro est une paroisse civile portugaise (en portugais : freguesia) de la municipalité de Vieira do Minho dans le district de Braga.

## Géographie
Mosteiro est traversée du nord au sud par la Ribeira de Cantelães, rivière qui se jette dans l'Ave au sud de la paroisse, au niveau du lac de barrage d'Ermal (albufeira de Ermal).
Mosteiro comprend les lieux-dits de Baralha, Cimo de Vila, Codeceira, Figueiró, Filipe, Gandra, Igreja, Lages, Magos, Pena, Ribeiro, Riolongo, Rissondo, S. Roque, Salgueiros, Salvador, Tabuadela, Talho et Testorio.

## Histoire
Le monastère (en portugais : mosteiro) de Mosteiro est une commanderie templière jusqu'au début du XIVe siècle, lorsqu'il rejoint l'Ordre du Christ,.
En 1933, le village de Brancelhe, qui était le siège de la municipalité de Vieira, est détaché de Mosteiro pour former la nouvelle paroisse de Vieira do Minho,.

## Démographie
Lors du recensement de 2021, Mosteiro compte 688 habitants.